# Poncià l'Africà
Poncià l'Africà o Pontianus Africae o Africanus en llatí fou un bisbe africà de mitjans segle vi dC, que cal no confondre amb el papa Poncià.
Es desconeix exactament quina fou la seva diòcesi, només se'n sap que escrigué sobre l'anomenada Qüestió dels Tres Capítols, una ase de la més general Controvèrsia de Calcedònia. La seva intervenció consistí en un De tribus capitulis ad Iustinianum imperatorem, obra accessible a través de la Patrologia Latina de Migne, vol. LXVII, pp. 995-998. Es tracta d'una carta a l'emperador Justinià I que es pot datar entre el 544 i 555 dC i responia a una sol·licitud de firma d'un decret de condemna. S'hi demana a Justinià que retirés aquest anatema de Teodor de Mopsuèstia i altres monotelistes involucrats en l'afer dels Tres Capítols i condemnats de forma pòstuma, perquè la seva condemna competeix només a Déu després de llur mort.